# 聖瑪麗亞德伊皮雷市

聖瑪麗亞德伊皮雷市（西班牙語：Municipio Santa María de Ipire），是委內瑞拉的一個市，位於該國中部瓜里科州，首府設於聖瑪麗亞德伊皮雷，面積4,549平方公里，2001年人口11,402，人口密度每平方公里2.5人。